# Viola grisebachiana
Viola grisebachiana är en violväxtart som beskrevs av Roberto de Visiani. Viola grisebachiana ingår i släktet violer, och familjen violväxter. Inga underarter finns listade i Catalogue of Life.